# Chiesa di San Siro (Novaggio)
La chiesa di San Siro è un edificio religioso barocco costruito nel luogo di un oratorio preesistente a Novaggio.

## Storia
La chiesa fu menzionata nel 1294, in forma di oratorio, e di nuovo nel 1352. Il suo aspetto attuale, tuttavia, si deve con tutta evidenza, viste le forme barocche, alla ricostruzione operata nel XVII secolo: il nuovo edificio venne eretto sui resti di quello precedente fra il 1600 e il 1625 e nel 1632 diventò sede di parrocchia. Il campanile risale al 1864.